# Dipcadi balfourii
Dipcadi balfourii är en sparrisväxtart som beskrevs av John Gilbert Baker. Dipcadi balfourii ingår i släktet Dipcadi och familjen sparrisväxter.
Artens utbredningsområde är Socotra. Inga underarter finns listade i Catalogue of Life.